# Mafia messicana
La mafia messicana (in spagnolo: Mafia Mexicana), anche nota come La Eme, è un'organizzazione criminale chicana di ispirazione mafiosa ed è una delle prime e più potenti organizzazioni operanti nelle carceri degli Stati Uniti d'America.

## Storia
Si ritiene che l'organizzazione non sia nata in Messico ma in un carcere federale della California, il Deuel Vocational Institution, per opera di alcuni gangster ispanici, tutti provenienti da Los Angeles, che nel 1957 vennero rinchiusi qui. Questi criminali decisero di collaborare insieme principalmente per difendersi dalle altre gang incarcerate in quella stessa prigione. 
A livello ufficiale si sostiene che il fondatore della Eme fu tale Luis "Huero Buff" Flores. Al giorno d'oggi si ritiene che non ci sia un singolo capo della Eme, bensì un centinaio di membri che hanno l'autorità di ordinare omicidi e altri centinaia 
che li eseguono. Esistono attualmente 300-400 membri attivi.

## Attività
La Eme è coinvolta nell'estorsione, il traffico di droga, l'omicidio sia all'interno che all'esterno del sistema carcerario. L'organizzazione malavitosa messicana è in fase di forte espansione anche in Europa. In particolare La Eme è penetrata nel mercato spagnolo e portoghese.

## Alleanze
Secondo la FBI, la mafia messicana ha avuto contatti con la Fratellanza ariana per la commissione di omicidi.